# Eficiencia de Kaldor e Hicks

Las mejoras de Pareto son solo un subconjunto de las mejoras de Kaldor-Hicks.

La eficiencia de Kaldor-Hicks, llamada así por Nicholas Kaldor y John Hicks, también conocida como Criterio de Scitovsky o Criterio de Kaldor-Hicks, es una medida de eficiencia económica que recoge algunos de los atractivos intuitivos de eficiencia de Pareto, pero tiene un criterio menos estricto y por lo tanto, es aplicable a más circunstancias. Bajo la eficiencia de Kaldor-Hicks, un resultado se considera más eficiente si un resultado óptimo de Pareto puede ser alcanzado por la organización de una compensación suficiente desde los que quedaran en una situación mejor a los que quedaran peor para que todos no terminen peor que antes.

## Explicación
De acuerdo con el criterio de eficiencia de Pareto, un resultado es más eficiente si al menos una persona mejora y nadie empeora. Esto parece ser una forma razonable de determinar si un resultado aumenta la eficiencia económica. Sin embargo, algunos creen que en la práctica, es casi imposible tomar cualquier acción social, tales como un cambio en la política económica, sin empeorar el bienestar de una persona. Incluso el intercambio voluntario puede no ser una mejora de acuerdo con Pareto. En condiciones ideales, el intercambio voluntario es mejor desde el punto de vista de Pareto, dado que los individuos no lo llevarían a cabo a menos que hubiera un beneficio mutuo. Sin embargo, un intercambio voluntario no sería Pareto superior si se presentan, como sucede con frecuencia, costes externos (como contaminaciones que perjudican a un tercero).
Usando el criterio de eficiencia de Kaldor-Hicks, un resultado es más eficaz si los que se benefician de un cambio pueden, en teoría, compensar a aquellos que sufren las consecuencias, lo que da un resultado mejor de acuerdo con Pareto. Por ejemplo, un intercambio voluntario que crea contaminación sería una mejora de Kaldor-Hicks, si los compradores y los vendedores todavía están dispuestos a llevar a cabo la transacción, incluso si tienen que compensar plenamente a las víctimas de la contaminación.
La diferencia clave es la cuestión de la indemnización. El criterio de Kaldor-Hicks no requiere que realmente se pague compensación, sino simplemente que exista la posibilidad de compensación, lo que no significa necesariamente que cada parte resulte mejor (o por lo menos, no peor). Así, en la eficiencia de Kaldor-Hicks, un resultado más eficiente puede, de hecho, dejar a algunas personas en peor situación. La eficiencia de Pareto requiere hacer cada parte implicada mejor (o al menos no peor).
Mientras que cada mejora de Pareto es una mejora de Kaldor-Hicks, la mayoría de las mejoras de Kaldor-Hicks no lo son de acuerdo con Pareto. Esto es porque, como ilustra el gráfico en el recuadro, el conjunto de mejoras de Pareto es un subconjunto propio de la mejora de Kaldor-Hicks, lo que también refleja la mayor flexibilidad y aplicabilidad de los criterios de Kaldor-Hicks, en relación con los criterios de Pareto. Por ejemplo, en una sociedad con dos personas, supongamos que inicialmente la persona A tiene 10 ovejas y la persona B tiene 100 ovejas. Si algún cambio en la política u otros acción da el resultado que la persona A termina con 20 ovejas y la persona B con 99 ovejas, este cambio no sería mejor de acuerdo con Pareto, ya que la persona B está ahora en peor situación. Sin embargo, lo sería de acuerdo con Kaldor e Hicks, dado que A podría dar, en teoría, a B cualquier cantidad entre 2 y 18 ovejas para aceptar la situación nueva. 

### Componentes
El criterio de Kaldor e Hicks se compone de tres subcriterios:
El criterio de Kaldor es que una actividad contribuye a obtener el óptimo de Pareto si el importe máximo que los ganadores están dispuestos a pagar a los perdedores para aceptar el cambio es mayor que la cantidad mínima que los perdedores están dispuestos a aceptar.
El criterio de Hicks es que una actividad contribuye a obtener el óptimo de Pareto si el importe máximo de los perdedores pagarían los ganadores para renunciar al cambio es menor que la cantidad mínima que los ganadores aceptarían para renunciar a ese cambio.
El criterio de Kaldor supone que los perdedores podrían impedir el acuerdo y se pregunta si ganadores valoran su ganancia lo suficiente como para pagar a los perdedores para aceptar un acuerdo, mientras que la prueba de Hicks supone que los ganadores son capaces de proceder con el cambio y se pregunta si los perdedores consideran que su pérdida es un valor inferior a lo que costaría a pagar a los ganadores para que se comprometan a no proceder con el cambio. 
Después que fueran descubiertos varios problemas técnicos con cada criterio por separado, ambos se combinaron en el criterio de Scitovsky, más comúnmente conocido como el "criterio de Kaldor-Hicks", que no comparte los mismos defectos.

## Implicaciones políticas
Los métodos de Kaldor-Hicks se suelen utilizar como pruebas (test) o criterios para determinar la posibilidad de existencia de una mejora de acuerdo con Pareto y no como metas de eficiencia sí mismos. Se utilizan, por ejemplo, para determinar si una actividad mueve la economía hacia la eficiencia de Pareto. Cualquier cambio por lo general hace algunas personas mejor y otras peor, por lo que parece conveniente considerar qué pasaría si ganadores fueran a compensar a los perdedores o viceversa. (siguiendo el ejemplo anterior: el resultado es tal que posibilita al ganador compensar al perdedor y todavía hacer el resultado conveniente para ambos, por lo que, en general, la situación es mejor).
El criterio de Kaldor-Hicks se aplica extensamente en la economía del bienestar y la economía de la empresa. Por ejemplo, constituyendo una razón subyacente para el análisis de costo-beneficio. En el análisis de costo-beneficio, un proyecto (por ejemplo, un nuevo aeropuerto) se evalúa mediante la comparación de los costos totales, tales como los costos de construcción y los costos ambientales, con el total de beneficios, tales como beneficios para compañías aéreas, mejoras para el comercio local o regional y la comodidad para los viajeros. Sin embargo, y dado que el análisis costo-beneficio puede asignar diferentes niveles de importancia a la asistencia social a personas diferentes, por ejemplo, más a los más pobres, el criterio de la compensación no siempre se refleja adecuadamente en el análisis de costo-beneficio.
En general se le daría el visto bueno a un proyecto si los beneficios superan los costes. Esto es realmente una aplicación del criterio de Kaldor-Hicks, porque es equivalente a exigir que los beneficios debería ser suficiente que los que se benefician, en teoría, podría compensar a aquellos que han perdido. El criterio se utiliza porque se argumenta que es aceptable para la sociedad en su conjunto hacer algunos peor si esto significa una mayor ganancia para los demás.

## Críticas
A un nivel técnico, la crítica a las versiones originales de los criterios de Kaldor-Hicks es que, individualmente, carecen de algunas propiedades formales deseables. Por ejemplo, Tibor Scitovsky demostró que el criterio de Kaldor por sí solo no es antisimétrico: es posible tener una situación en la que un resultado A es una mejora (según el criterio de Kaldor) sobre el resultado B, pero B es también una mejora con respecto a A. El criterio combinado de Kaldor-Hicks no tiene este problema, pero puede ser no-transitivo (A puede ser una mejora con respecto a B, y B con relación a C, pero A no es necesariamente mejor con respecto a C, puede ser “no-mejor”)
Un problema fundamental con el criterio de Kaldor-Hicks es la determinación de la "compensación total". Las preferencias individuales, necesarias para determinar el valor subjetivo de un bien, solo se revelan a través del intercambio voluntario. Esto da origen al problema de la determinación teórica — por los economistas— del monto práctico de esa compensación: en otras palabras, ¿cómo saber cuánto está dispuesta a aceptar una persona?.
La respuesta — obvia, desde el punto de vista de los proponentes— es que la compensación es teórica, y, por lo tanto, no necesita ser determinada precisamente.  Siguiendo el ejemplo de los pastores: basta que A obtenga 10 ovejas para que pudiera compensar la pérdida de una oveja de B.  Que B pudiera considerar o alegar que su oveja vale 2 o más de las de A es otro asunto, últimamente determinable, sino por acuerdo, en un tribunal. En otras palabras, para considerar que un cambio podría conducir a una situación mejor de acuerdo con Pareto basta con que genere la suficiente utilidad o riqueza como para que los ganadores pudieran compensar a los perdedores.
Pero esa respuesta lleva a otra crítica, más común: que el criterio solo tiene en cuenta el nivel absoluto de los ingresos, no su distribución. Consecuentemente, las funciones de bienestar social implícitas con el principio de compensación de Kaldor-Hicks son representada por curvas de indiferencia cóncavas, igualitarias en el sentido que consideran la utilidad derivada de un conjunto de cambios como similares para o extendiéndose a todos.
Un problema relacionado es que esas funciones de bienestar social son cardinales en naturaleza, y por lo tanto sufren de los problemas de agregación asociados con las discrepancias entre el valor marginal del dinero de los ricos y los pobres. Esto se puede representar de la siguiente manera:
{\displaystyle W=Y_{1}+Y_{2}+\cdots +Y_{n}}
(el bienestar social es la suma de los bienestares individuales)
Sin embargo, considérese el caso contrario del ejemplo dado: dado un cierto cambio, el pastor A pierde una oveja de sus 10 pero el pastor B gana 10 sobre las 100 que tiene.  En ambos casos el balance perdida/ganancia en términos de ovejas es el mismo (la pérdida de una oveja y ganancia de 10) pero intuitivamente se puede ver que en este caso, el resultado es diferente: en términos porcentuales, una pérdida/ganancia de 10% para ambos en este caso contra, en el primero,  una ganancia de 100% para A y perdida de 1% para B. 
Esto tiene que ver principalmente con la asunción de la   ley la utilidad marginal decreciente de los ingresos: quitar un euro de una persona pobre provoca una mayor pérdida en la utilidad que tomar un euro de un rico. Midiendo las variaciones de utilidad por medio de las utilidades marginales puede llevar a propuestas tales como la del maximin de John Rawls: el incremento del bienestar o utilidad social significa (o debe dar prioridad) al incremento del beneficio del que posee menos ingresos. 
Esto se puede representar así:
{\displaystyle W=\min(Y_{1},Y_{2},\cdots ,Y_{n})}
Lo que implica que el bienestar general es función de la mínima o ingreso mínimo.
Sin embargo se puede alegar esto introduciria un concepto extra económica, de justicia, principio que no es claro como sería implementable en términos estrictamente económicos, lo que no quiere decir no se usa: “Vale destacar que si bien este criterio en general no es aceptado por economistas,  ha sido ampliamente utilizado en numerosas investigaciones”.